# Herb gminy Gnojnik
Herb gminy Gnojnik – symbol gminy Gnojnik.

## Wygląd i symbolika
Herb przedstawia na tarczy dzielonej w odwróconą literę „T” w pierwszym polu błękitnym czarno-biały wizerunek kościoła w Gnojniku, w polu drugiem zielonym stylizowaną rzekę (Uszwica), z przecinającym ją żółtym brodłem, natomiast w polu trzecim brązowym siedem złotych kłosów zboża. 